# Hot milk
Hot milk  és una pel·lícula espanyola dirigida per Ricard E. Bofill Maggiora el 2005, i protagonitzada per Eloi Yebra, Zoe Berriatúa, Enrique San Francisco, Vicente Gil, Sergio Pazos, Ana Turpin, Laura Domínguez, Vanessa Otero. Ha estat doblada al català.

## Sinopsi
Esther treballa en una vaqueria perduda a les muntanyes encara que ella el que vol és ser ballarina. L'empresa viatjarà a Madrid per una convenció làctia però els nervis impedeixen que Esther munyi com les seves companyes. El seu cap, el senyor Lahuerta, contrariat, la castiga i la reté, de manera que les noies marxen sense ella. Però s'han oblidat el "globus-vaca", una pilota promocional de Hot milk que necessitaran, així que Esther s'ofereix a portar-la. A l'aeroport comença el seu veritable viatge quan coneix a Panorámix, un traficant de persones que es dedica a portar clubers drogats a Eivissa i que la convenç perquè se'n vagi amb ell. A partir d'aquí, el caos. La jove protagonista coneixerà a un peculiar grup de pseudo-fatxendes drogaddictes -Grace, Washaba, Álex, El Rata, Álvaro, Lola, Transformator, Tanit i Lucas- que es dedicaran a complaure els seus desitjos perquè se sumi a la seva petita comunitat.

## Repartiment
- Ana Turpin: Esther
- Enrique San Francisco: Tanit
- Sergio Pazos: Panorámix
- Laura Domínguez: Washaba
- Vanessa Otero: Grace
- Iván Morales: Álex
- Eloi Yebra: El Rata
- Zoe Berriatúa: Álvaro
- Macarena Gómez: Lula
- Daniel González: Lucas
- Marcos Canas
- Santi Ibáñez
- Vicente Gil
- Oscar Badía: Óscar
- Elisabet Castellví
- Sara Da Pin Up

## Crítiques
En general va rebre molt males crítiques:
| «                       | "Un simulacre de bretolada psicodèlica i absurda que sembla escrita en dues tardes." | » |
| — Javier Ocaña: El País |                                                                                      |   |

| «                                | "La història és pelegrina, insòlita i absurda (...) Bé, que hi ha poc a salvar." | » |
| — José Manuel Cuéllar: Diari ABC |                                                                                  |   |

## Recepció i premis
La pel·lícula va obtenir 8 premis Godoy al pitjor cinema espanyol de de 2005: Pitjor Director, Pitjor Guió, Pitjor banda sonora, Pitjor Direcció Artística, Pitjors Efectes Especials, Pitjor Vestuari i Pitjor Perruqueria i Maquillatge.